# McMinnville (Oregon)
McMinnville ist eine Kleinstadt und County Seat des Yamhill Countys im US-Bundesstaat Oregon mit 34.319 Einwohnern (US-Census).
Die Stadt gibt dem Weinbaugebiet McMinnville AVA ihren Namen.

## Einwohnerentwicklung
- 2000: 26.499
- 2010: 32.187
- 2020: 34.319

## Demographie
In McMinnville existieren 9367 Haushalte und 6463 Familien. 

## Sehenswürdigkeiten
- Evergreen Aviation & Space Museum
- Wortman Park
- Downtown Park
- Lower City Park

## Flughafen
- McMinnville Municipal Airport (Flughafen McMinnville)

## Bibliothek
- McMinnville Public Library
- Linfield College Libraries

## Bildung

### Grundschulen
- Cook Elementary
- Columbus Elementary
- Grandhaven Elementary
- Memorial Elementary
- Newby Elementary
- Wascher Elementary

- Duniway Middle School
- Patton Middle School

### Sekundarschule
- McMinnville High School
- Media Arts and Communications Academy

## Hochschule
- Linfield College

## Medien
- News Register
- MCM11 – örtlicher Sender

## Persönlichkeiten
- Jim Bunn (* 1956), Politiker
- Beverly Cleary (1916–2021), Kinderbuchautorin
- Verne Duncan (* 1934), Politiker
- Matthew Haughey (* 1972), Programmierer, Webdesigner und Blogger
- Ehren McGhehey (* 1976), Skater, Snowboarder, Stuntman und Schauspieler
- Ross Shafer (* 1954), Comedian, Fernsehmoderator und Autor
- Will Vinton (1947–2018), Filmproduzent, Regisseur und Animator